# La città (fumetto)
La città (Ciudad) è una miniserie a fumetti del 1982 scritto da  Ricardo Barreiro e Juan Giménez, considerato una delle opere meglio riuscite della coppia. Barreiro crea una serie di dodici capitoli in cui abbondano riferimenti letterari e culturali: Parigi, Buenos Aires, New York. Si mescolano in questa città elementi di realtà e finzione: l'Arca di Noè, il giardino delle delizie, il Pifferaio magico di Hamelin, Borges, mostri come Dracula, Frankenstein, il lupo mannaro, l'Eternauta di Héctor Germàn Oesterheld. Nonostante i capitoli siano auto-conclusivi, le vicende si susseguono e si compongono in una storia unica.

## Trama
Partendo dall'idea di una città fantastica che ospita naufraghi di mondi diversi, dalla quale è praticamente impossibile scappare, la storia segue le vicende di due personaggi, un uomo e una donna, in cerca di una via d'uscita da questo inferno. Questa città è, come alla fine riassume Juan Salvo, personaggio di un altro fumetto, l'Eternauta, un posto fantastico, forse l'intersezione in un punto infinito di tutti i continuum spazio-tempo della Terra. Una città dove non ci sono né logica né regole; è l'inferno e il paradiso, il tutto e il niente. E se la città fosse un fantastico esperimento condotto da una super-razza extraterrestre? O se fosse solo un delirante incubo collettivo? E se non esistesse davvero nessuno? Se fossero solo personaggi di un romanzo, di un film o di un racconto?

## Storia editoriale in Italia
Euracomix n. 16 – raccoglie tutta la prima parte della serie, ma le tavole sono state colorate e rimontate per compattare la storia in un volume di 126 pagine – Eura Editoriale; in Fantacomix-Day n. 1, sempre Eura Editoriale, è presente tutta la prima parte, più la continuazione disegnata da Luis Garcia Duran e la serie Robin delle Stelle di Carlos Trillo ed Enrique Breccia; Lanciostory dal n. 7 del 1982